# Carlo Dossi
Carlo Alberto Pisani Dossi (Zenevredo, 27 de março de 1849 – Cardina, 17 de novembro de 1910) foi um escritor e político italiano.
Em 1892 tornou-se diplomata na Colômbia, onde se casou com Carlotta Borsani, com quem teve três filhos. Ele foi para Atenas em 1895, desenvolvendo lá uma apreciação pela arqueologia.
Ele era ateu  e ligado à primeira geração dos "poetas da Linha Lombarda".

## Citações
- Antes de lê-los, nunca escrevo meu nome nos livros que compro, porque só depois posso chamá-los de meus.
- Em muitos esforços para obter glória, não o objetivo é importante, mas a luta.
- Os loucos abrem os caminhos que mais tarde são percorridos pelos sábios.
- Por que as pessoas evitam ficar sozinhas? Porque poucos estão em boa companhia quando deixados consigo mesmos.
- Alguns abrem estradas hoje para que outros possam passar amanhã.
- Onde os olhos caem de bom grado, o mesmo acontece com o coração e, eventualmente, os pés.[3][4]

## Trabalhos
- L'altrieri. Nero su bianco (1868)
- Vida de Alberto Pisani (1870)
- Elvira, elegia (1872)
- Il regno dei cieli (1873)
- Ona família de cialapponi (1873)
- Ritratti umani, dal calamajo di un médico (1873)
- A colônia Felice (1874)
- La desinenza em A (1878)
- Gocce d'inchiostro (1880)
- Ritratti umani. Campionário (1885)
- Amori (1887)
- Fricassea crítica d'arte, letteratura e storia (1906)
- Rovaniana (1944)
- Nota azurra (1912-1964)